# (46796) Mamigasakigawa
(46796) Mamigasakigawa est un astéroïde de la ceinture principale.

## Description
(46796) Mamigasakigawa est un astéroïde de la ceinture principale. Il fut découvert le 19 mai 1998 à Nanyo par Tomimaru Okuni. Il présente une orbite caractérisée par un demi-grand axe de 2,30 UA, une excentricité de 0,08 et une inclinaison de 8,1° par rapport à l'écliptique.

## Compléments